# Pont Mirabeau
Der Pont Mirabeau ist eine Pariser Brücke, die zwischen 1893 und 1896 gebaut wurde. Sie ist nach Honoré Gabriel de Riqueti, comte de Mirabeau benannt und seit dem 29. April 1975 als Monument historique eingestuft.

## Lage
Die Brücke überspannt die Seine zwischen dem 15. und 16. Arrondissement von Paris. Sie verbindet die in einen Kreisverkehr mündende Rue de la Convention auf dem linken Ufer mit dem Place de Barcelone und der Rue de Rémusat auf dem rechten Ufer. Auf dem linken Ufer befindet sich stromaufwärts der Bahnhof Javel, der von der RER Linie C angefahren wird. Unweit der Brücke liegen die Stationen Mirabeau und Javel – André Citroën der Métrolinie 10.
Von der Brücke hat man einen guten Blick nach Osten in Richtung der Île aux Cygnes mit einer der vier Pariser Freiheitsstatuen und auf den Eiffelturm.

## Geschichte

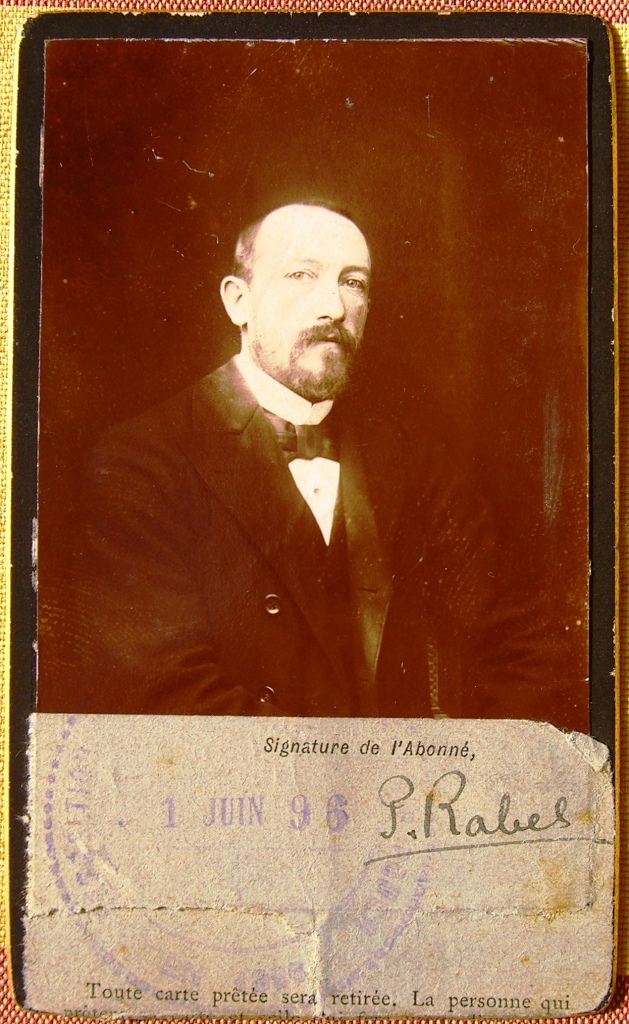
Paul Rabel

Der französische Staatspräsident Sadi Carnot entschied am 12. Januar 1893 eine neue Brücke neben der Kreuzung der Avenue de Versailles und der Rue Mirabeau zu errichten. Sie wurde von Ingenieur Paul Rabel konzipiert, der zu der Zeit für den Bau sämtlicher Pariser Brücken verantwortlich war. Unterstützung bekam er dabei von den Ingenieuren Jean Résal und Amédée Alby. Die erforderlichen Bauarbeiten wurden von dem Unternehmen Daydé & Pillé ausgeführt.

## Architektur

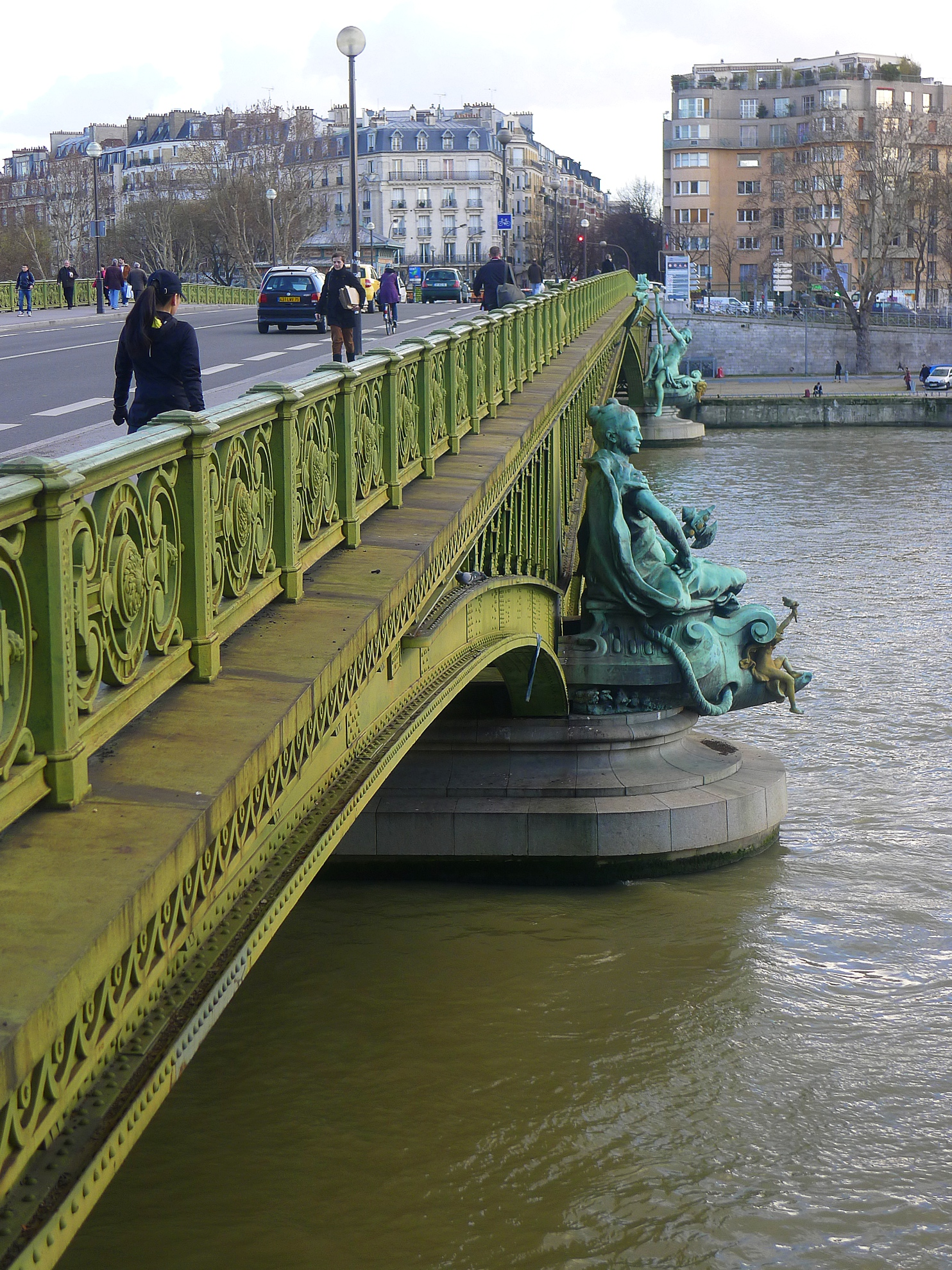
Zwei Statuen des Pont Mirabeau

Die Spannweite des Hauptbogens beträgt 93 Meter, die der beiden Seitenbögen 32,4 Meter. Während der westliche Bogen eine dicht am Ufer entlangführende Straße überspannt, erstreckt sich der östliche Bogen über einen Pier und verlängert eine Eisenbahnüberführung der RER-Linie. Zur Zeit ihrer Erbauung hatte die Brücke mit 16:1 das größte existierende Längen-Höhen-Verhältnis. Die Länge der Brücke beträgt 173 Meter, die Breite 20 Meter, wobei die hinüberführende Fahrbahn 12 Meter und die beiden anliegenden Bürgersteige jeweils 4 Meter breit sind.
Die beiden Brückenpfeiler sind schiffsförmig und ragen nur knapp über die Seine hinaus. Sie sind mit vier allegorischen Statuen von Jean-Antoine Injalbert verziert: die Stadt Paris (Bug des Bootes auf dem rechten Ufer), die Schifffahrt (Heck), der Überfluss (Bug auf der linken Seite) und der Handel (Heck). Die beiden Allegorien am Bug (Paris und Überfluss) schauen auf die Seine, während die beiden Allegorien am Heck (Schifffahrt und Handel) der Brücke zugewandt sind.
Die vier Statuen werden auf Höhe der Brüstung jeweils vom Wappen der Stadt Paris überragt.
Am westlichen Brückenende kann man über zwei Treppen (flussab- und flussaufwärts) zur Uferstraße hinabsteigen, während am Ostufer zwei Rampen zum Port autonome de Paris hinunterführen.

## In der Kunst und den Medien

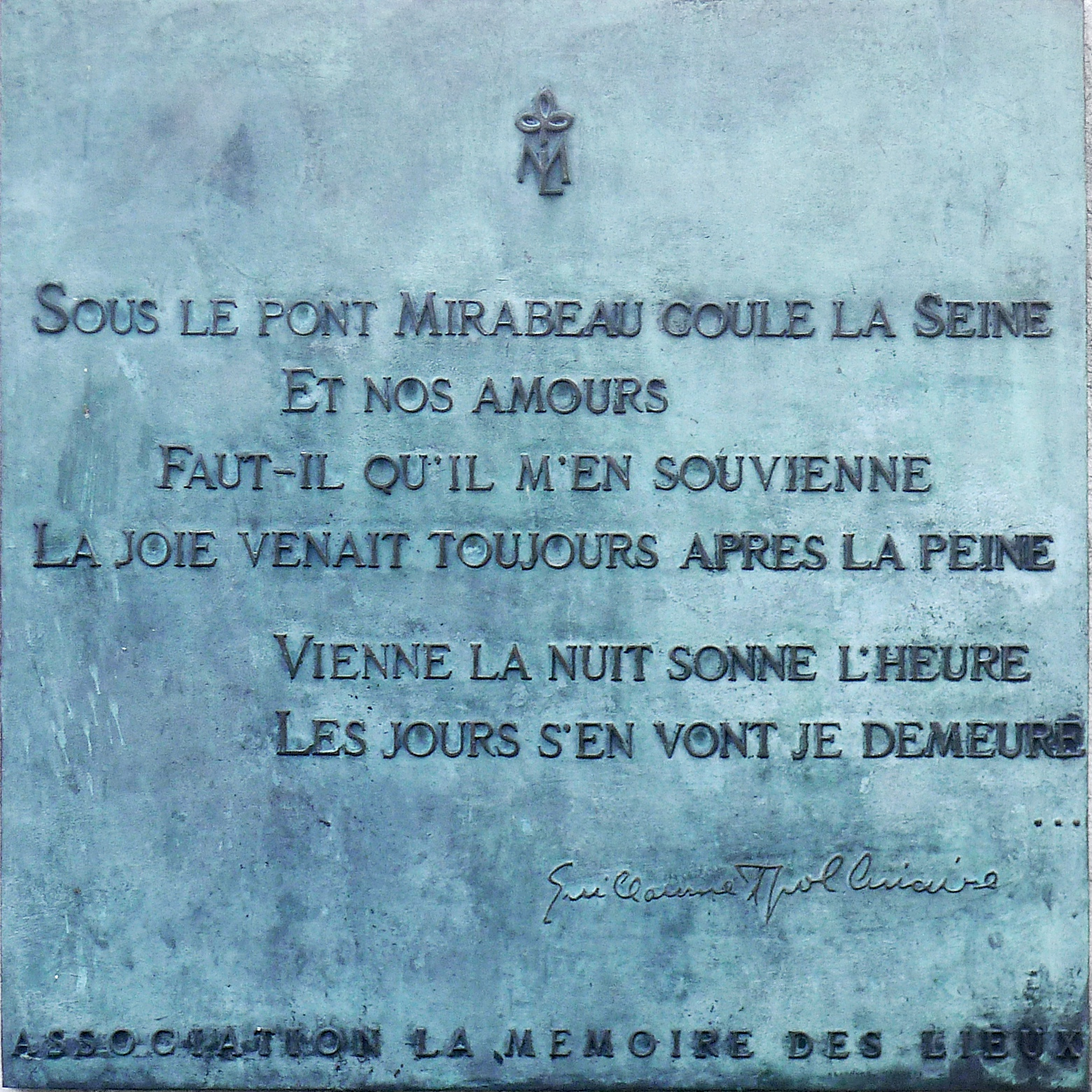
Bronzetafel mit dem Gedicht Le Pont Mirabeau von Guillaume Apollinaire

- Le Pont Mirabeau ist der Name eines Gedichts von Guillaume Apollinaire aus der Gedichtesammlung Alcools über Vergänglichkeit, Beständigkeit und Liebe mit erstem Vers « Sous le pont Mirabeau coule la Seine ».
- Dieses Gedicht wurde mehrfach von Sängern vertont. Zu den Interpreten zählen Léo Ferré (1953), Marc Lavoine (2001) und die Gruppe Chanson plus bifluorée (2011). Serge Reggiani hat eine eigene Lesart vorgeschlagen. Georges Brassens bezieht sich auf das Gedicht in seinem Chanson Les Ricochets. Es existiert auch eine Choralversion vom Quebecer Sänger und Komponisten Lionel Daunais.
- Thomas Fersen schrieb ein Stück mit dem Titel Pont Mirabeau, das sich auf dem Album Les ronds de carotte findet.
- In der Episode Les eaux troubles de Javel der dritten Staffel der TV-Serie Nestor Burma wird an der Brücke eine Leiche aus dem Wasser gefischt.
- Es wird vermutet, dass Paul Celan in der Nacht vom 19. auf den 20. April 1970 Selbstmord beging, indem er sich von dieser Brücke stürzte.[3]